# Forelius andinus
Forelius andinus é uma espécie de formiga do gênero Forelius.